# Litassy család
Dereszlényi Litassy család Bars és Hont vármegyei történelmi nemesi család.
A család nevét a Hont vármegyében fekvő Litas pusztáról (Hontnádastól nyugatra), előnevét pedig a Bars vármegyében fekvő Dereszlény helységtől vette.
1312-ben István fiai Zadur és Pál litasi birtokukat Borfői István feleségének adják. A 14. század közepén Litas birtokában volt Litasi Miklósnak fia István és Zádurnak fia István, amikor 1342-ben az esztergomi keresztesek konventjének levele szerint Litas és Nádasd között határjárást végeztek. A 14. század második felében Borfői István fiai Beke és Tamás is felveszik a Litassy családnevet.
1482-ben a dereszlényi Sárói és Litassy családtagok panaszolták hogy a Kistapolcsányiak elvitték és nem adják vissza a birtokra vonatkozó irataikat. 1483-ban a dereszlényi birtokosok kérték Litassyt a kisdereszlényi birtokrészek visszaszolgáltatására, majd határjárást végeztek.
1514-ben visszaadták a Litassyak zálogolt birtokrészét. 1521-ben a Litassyak eladták bizonyos dereszlényi birtokrészeiket. 1521-ben a sági konvent prépostja Litassy Albert fiaitól megvásárolja Litas felét. 1521-ben Dalmady Kelemen felesége Litassy Tamás lánya Erzsébet. 1525-ben az endrédiek megtámadták a Litassyakat, gyilkosság is történt. 1531-ben a tizedjegyzék a Litassy bíró házát leégettként jelzi. 1544 körül Litassy István és László portáit írták össze Dereszlényben, Kissárón, Nagyendréden, Nagysárón és 1548 körül Nagysárón. 1549-ben 5 portájukat írták össze Nagyendréden. 1558-ban Endrédy Imre a Bars vármegyei Kis-Endréden egy telket bevall dereszlényi Litassy Istvánnak és Dubraviczky Katalinnak.
1600-ban a Bélády család tiltakozott az ellen, hogy a korossi Koncsek család eladott Béládon egy jobbágytelket a Litthasy családbelieknek (Pál, György, István). 1622-ben Babos András eladta Nyitraivánkán egy rétjét és 12 ár szántóföldjét Litassy Istvánnak, aki Ürményből költözött Ivánkára. Ivánkán maradtak testvérei Pál és György. 1639-ben Litassy Pál és Ferenc osztoznak az ivánkai, ürményi és endrédi birtokokon. Litassy István nyitrai várparancsnok több birtokot vásárolt Ivánkán és Gergelyfalván. Első felesége Bogády Erzsébet a második pedig Vitéz Judit volt. Istvánt 1657-ben említik utoljára. 1679-ben Litassy András zálogba bocsátotta bizonyos ivánkai rétjét. István nővérét Litassy Zsuzsannát Lipthay György vette feleségül, akinek ivánkai kastélyát 1656-ban említik. A következő évben elhunyt, de fiai András és István elköltöztek Ivánkáról.
Birtokoltak többek között Barsváradon, Fajkürtön, Felsőváradon, Kisendréden, Kissallón, Kisvezekényen, Nemesorosziban, Sárin, Szénásfalván és Vihnyén.
Címerükben a pajzs kék udvarában magyar vitéz áll zászlót tartva. A sisak koronáján férfi kar könyököl, kívont kardot tartva. Foszladék jobbról arany-kék, balról ezüst-vörös.

## Neves családtagok

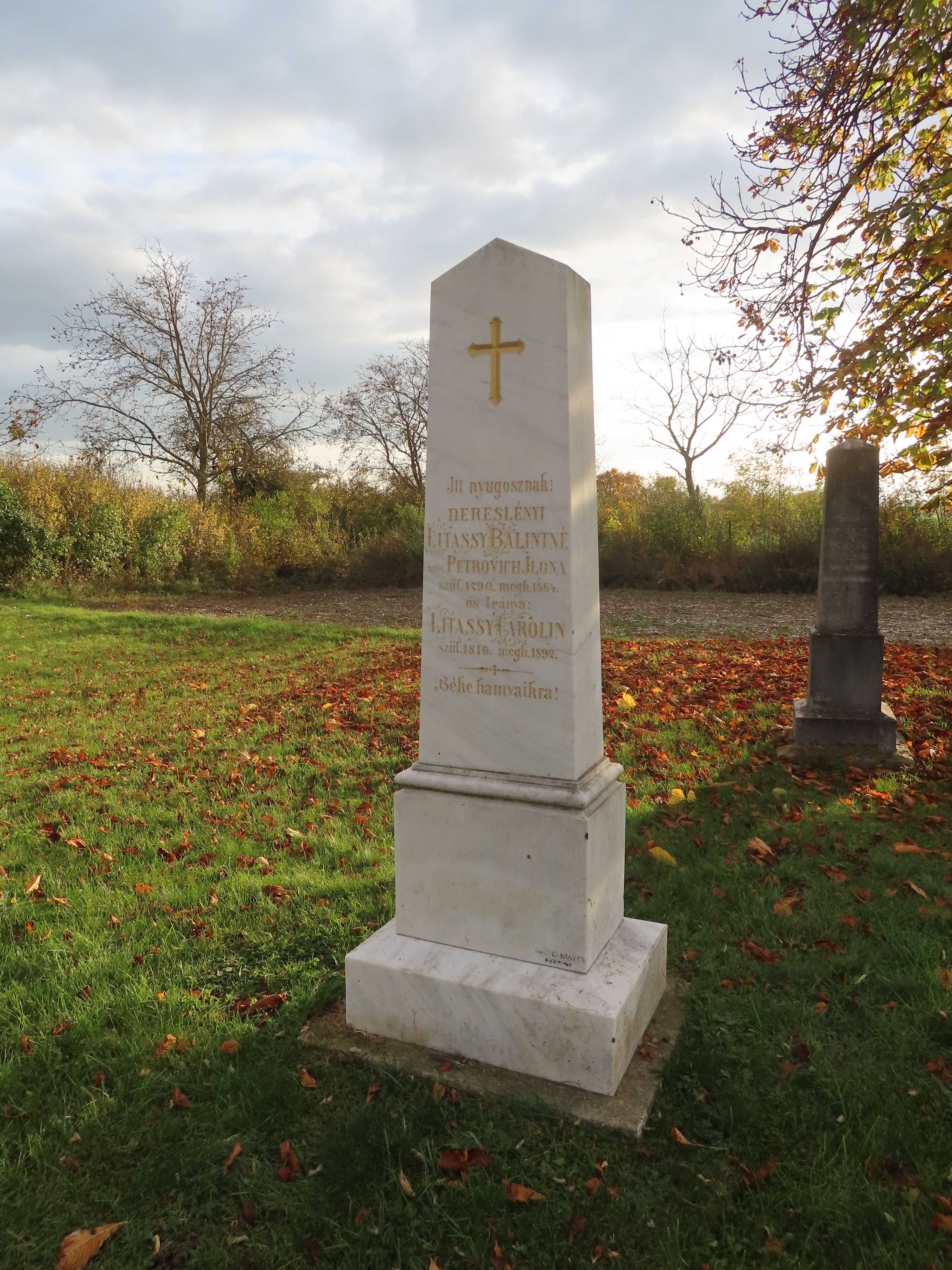
Barsendréd temető

- Litassy Pál 1584-ben Bars vármegyei szolgabíró
- Litassy István nyitrai várparancsnok, A Thurzó család familiárisaként kezdte hivatali pályáját, majd Bars vármegye követe volt. Ő adta át Nyitra várát 1620. szeptember 9-én egy napi ostrom után Bethlen csapatainak, melyről valószínűleg már előzőleg Verebélyen megállapodhattak.[22] Thurzó Szaniszlóval és Csuty Gáspárral ellenezte Nyitra vármegye 1621-es hűségesküjét II. Ferdinándnak.
- Litassy Rudolf vármegyei esküdt
- Litassy Alajos 1849-ben a királypárti hódoló Bars vármegye becsületbeli esküdtje[23]
- Zsilinszky Győző (1890-1979) főerdőmérnök, a rozsnyói püspöki uradalom igazgatója, erdőtanácsos, Litassy Irén férje.